# Mariannette Miller-Meeks
Mariannette Jane Miller-Meeks, född Miller 6 september 1955 i Herlong i Kalifornien, är en amerikansk läkare och politiker (republikan). Hon är ledamot av USA:s representanthus sedan 2021.
Hon gick i skola i San Antonio Junior College i San Antonio i Texas och utexaminerades 1976 från Texas Christian University. Hon avlade 1980 masterexamen vid University of Southern California och 1986 läkarexamen vid University of Texas Medical School. I USA:s armé tjänstgjorde hon 1976–1982. Miller-Meeks undervisade vid University of Michigan 1991–1994 och vid University of Iowa 1994–1997. Hon var verksam som oftalmolog.
Miller-Meeks besegrade demokraten Rita Hart med ytterst knapp marginal i kongressvalet 2020. Till en början ifrågasatte Hart valresultatet men accepterade det slutligen den 31 mars 2021.